# Тисяча доларів в одну сторону
«Тисяча доларів в одну сторону» — радянський комедійний художній фільм 1991 року, знятий Кіностудією «Круг».

## Сюжет
Здавалося б, нічого не тримає головну героїню в Івановську, тим більше, що її рідна сестричка Тамарка непогано влаштувалася в Чикаго і давно кличе до себе. Але не їде вона в Америку і навіть не хоче.

## У ролях
- Ірина Бякова — головна роль
- Сергій Габріелян — барабанщик
- Наталія Гундарєва — Анфіса
- Сергій Газаров — Тельман
- Оксана Мисіна — епізод
- Валентина Запевалова — епізод
- Олексій Миронов — епізод
- Ігор Золотовицький — епізод
- Віталій Варганов — епізод
- Тетяна Гаврилова — Чекатихіна
- Віктор Іллічов — Єгор Кузьмич
- Маргарита Криницина — епізод
- Єлизавета Нікіщихіна — епізод
- Віктор Воронцов — лейтенант міліції
- Віктор Філіппов — міліціонер

## Знімальна група
- Режисер — Олександр Сурин
- Сценарист — Алла Криницина
- Оператор — Юрій Невський
- Композитор — Євген Дога
- Художник — Микола Саушин
- Продюсер — Олена Борисова